# Anthony Dod Mantle
Anthony Dod Mantle, född 14 april 1955 i Witney i Oxfordshire, är en brittisk filmfotograf och stillbildsfotograf. Han har vunnit en Oscar och en BAFTA Award för bästa foto, detta för sin insats i filmen Slumdog Millionaire år 2008. Han har också fått ta emot andra priser, såsom två Bodilpris, två European Film Awards, och fyra Robertpris.
Anthony Dod Mantle bor för närvarande (juli 2025) i Danmarks huvudstad Köpenhamn, tillsammans med sin familj.

## Filmografi (i urval)

### Filmer
- 1990 – Kajs födelsedag
- 1995 – Menneskedyret
- 1995 – Operation Cobra
- 1996 – Hjältar
- 1997 – Familjen flippar ur
- 1998 – Festen
- 1999 – Mifune
- 1999 – Julien Donkey-Boy
- 1999 – Bornholms eko
- 2001 – Att dammsuga helnäck i paradiset
- 2002 – 28 dagar senare
- 2003 – It's All About Love
- 2003 – Dogville
- 2004 – Millions
- 2005 – Dear Wendy
- 2005 – Manderlay
- 2006 – The Last King of Scotland
- 2007 – Hjemve
- 2008 – Slumdog Millionaire
- 2009 – Antichrist
- 2010 – 127 timmar
- 2011 – The Eagle
- 2012 – Dredd
- 2013 – Trance
- 2013 – Rush
- 2015 – In the Heart of the Sea
- 2016 – Our Kind of Traitor
- 2016 – Snowden
- 2017 – T2 Trainspotting
- 2017 – First They Killed My Father
- 2018 – Kursk
- 2019 – Marie Curie: Pionjär. Geni. Rebell.
- 2019 – Gutterbee
- 2025 – 28 Years Later

### TV-serier
- 2008 – Wallander (TV-serie) (Storbritannien)
- 2017 – The Putin Interviews (TV-serie) (USA, med Rodrigo Prieto)
- 2020 – The Undoing (TV-serie) (USA)
- 2022 – Pistol (TV-serie) (USA och Storbritannien)